# Verdens Gang
Verdens Gang (doslovně „Běh světa“) je norský deník tabloidního formátu známý pod zkratkou VG, který začal vycházet v červnu 1945. Vrcholu tištěného nákladu dosáhl v roce 2002 s 390 tisíci výtisky. Přesun médií na internet znamenal rozvoj onlinové verze VG Nett. K roku 2017 se stále jednalo o nejčtenější norský internetový deník na doméně vg.no, s téměř dvěma miliony přístupy za den.
Soukromá společnost Verdens Gang AS sídlí v Oslu. Jejím jediným vlastníkem se v roce 1966 stala veřejná obchodní společnost Schibsted, pod níž spadá i největší norský tištěný deník Aftenposten.
Deník založili členové norského hnutí odporu v roce 1945 krátce po osvobození země z nacistické okupace. Úvodní číslo vyšlo 23. června 1945. Prvním šéfredaktorem se stal Christian A. R. Christensen, který noviny vedl až do úmrtí v roce 1967.
Internetová verze VG Nett vznikla v roce 1995. O devět let později se již podílela 40 % na čistém provozním zisku novin, pro online verzi média nezvykle vysokou hodnotou. Redakce se věnuje také investigativní žurnalistice. V roce 2019 stála za odhalením a  medializací tzv. podvodníka z Tinderu. Webové stránky obsahují také diskusní forum VG Debatt.
S týdenní periodicitou je v pátečním vydání deníku zveřejňován albový a singlový žebříček hlavní norské hitparády VG-lista.